# ハルプシュタルケ
ハルプシュタルケ (ドイツ語: Halbstarker) とは、1950年代のドイツ、オーストリア、スイスで現れた、世間に対して攻撃的な態度をとった個人ないしグループに属する一部の青少年たちのことを指す。たいていの場合、男性で、また労働者階級の出身だった。のちに青少年の概念一般も意味するようになる。

## 1950年代のハルプシュタルケ
50年代のハルプシュタルケたちは、外見やしぐさに関して、ジェームズ・ディーンの『理由なき反抗』やマーロン・ブランドの『乱暴者』などのアメリカ映画、人気のあったロックン・ロールのスターを手本にしていた。ドイツでは、カーリン・バールやホルスト・ブッフホルツが映画『Die Halbstarken』で戦後の青少年たちのアイドルとなり、テレビで放送されたThe Yankeesのドイツ語による流行歌Halbschtarkeの成功で、青少年運動は公の意識に上るようになった。
ハルプシュタルケたちは、一房だけ額にたらした髪型をしたり、ジーンズや格子縞のシャツ、皮のジャンパーなどを着用することを好んだ。外見でもって意識的に、当時支配的だったドイツの若者文化とは一線を画したのである。アメリカ映画における彼らの手本と同じように、ある特定の地域をモペッドやオートバイを使って集団で走り回ることが人気だった。ハルプシュタルケはよく野外で余暇を過ごし、街角や公園などの公の場所で落ち会った。この行動は同時代の大人から好まれず、彼らは新聞や雑誌で悪者に仕立て上げられることがあった。
ロックン・ロールは同じ時代に人気のあった流行歌とは対照的に、革命的な音響やリズムでもって不安や感情のはけ口を青少年たちに提供した。おそらくこれが、幅広い住民階層の人々がロックン・ロールやその演奏者を強く拒絶した理由となった。
50年代から60年代の全青少年のうち約5パーセントがハルプシュタルケに属していた。

## ハルプシュタルケ騒動
最初のハルプシュタルケ騒動は、コンサートや映画の上映をきっかけとして、上演ないし上映後起こった。1956年12月30日、ビル・ヘイリーの映画『Rock Around the Clock』の上映において、約4000人の青少年がドルトムントの町の中心地で騒ぎを起こし、通行人をからかったり警察と衝突したりした。大規模な騒動は特に1956年から58年にみられる。映画館やコンサート会場の設備はその際よく破壊された。ハルプシュタルケの騒動はメディアや政治において激しい議論を巻き起こした。その際、騒動が見たところ感覚的で無目的であることが、特に無理解を呼んだ。この騒動が発生した主な原因は、アメリカのポピュラーカルチャーであるとみなされた。
今日、一般的にハルプシュタルケ現象と呼ばれるこの騒動は決して政治的な動機付けや組織化をされなかったが、当時の社会や権威への抗議だったと理解されている。